# Редколесье

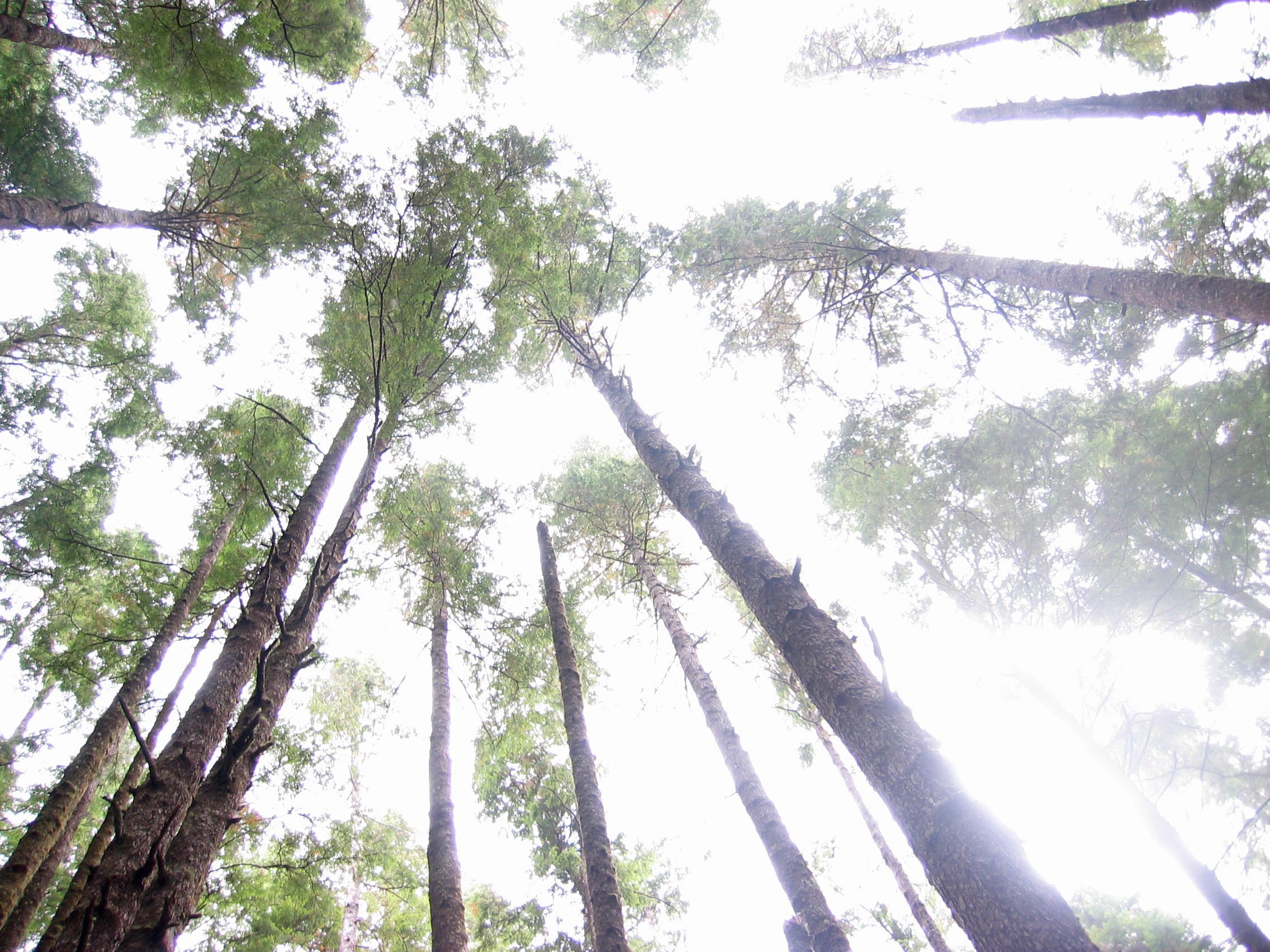
Редколесье в Питтсбурге, Пенсильвания, США

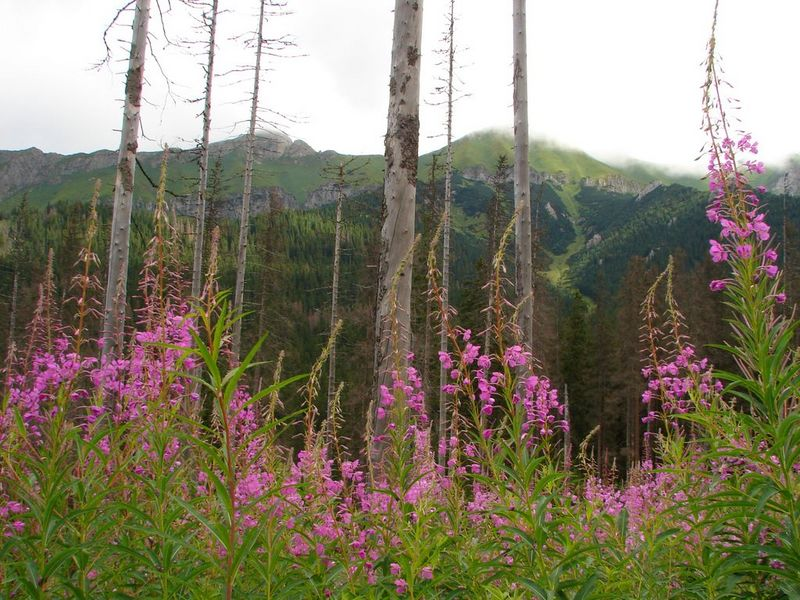
Бельянские Татры, Словакия

Редколе́сье — тип леса, характеризующийся относительно невысокой плотностью деревьев, отстоящих друг от друга на заметном удалении и не образующих сомкнутого лесного полога.

## Распространение
Редколесья обычны у северной границы леса Евразии и Северной Америки, где являются составной частью лесотундры.
В горах редколесья размещаются на границах лесного и субальпийского поясов. Встречаются в приграничных областях пустынь и полупустынь во всех частях света, например, в Африке, Южной Америке и Австралии редкостойные, часто низкорослые леса, образованные сухими и колючими древесными растениями, также могут называть редколесьем.

## Виды
Редколесья разнообразны по составу, в зависимости от географического месторасположения, высоты на уровнем моря и гидрологической ситуации могут складываться из различных пород деревьев. В северных широтах нередки еловые, лиственничные или берёзовые редколесья. В горных районах Закавказья встречаются миндальные, фисташковые. В Средней Азии редколесья могут быть сформированы саксаулом, тамариксом или арчой.

## Болезни

### Буковая болезнь
Смертельная дубовая болезнь, вызываемая фитопатогеном Phytophthora ramorum, распространена во влажных редколесьях. Патоген поражает флоэму и камбий дуба, ослабляя ткани и позволяя жукам и грибам уничтожать всё дерево. Болезнь была обнаружена в середине 1990-х и уничтожила тысячи Литокарпусов густоцветковых.
Патоген не поражает белые дубы, а также не способен размножаться в сухих местах, например в предгорьях.

## Экологические редколесные регионы

### Тропические и субтропические луга, саванны и кустарники
- Афротропика

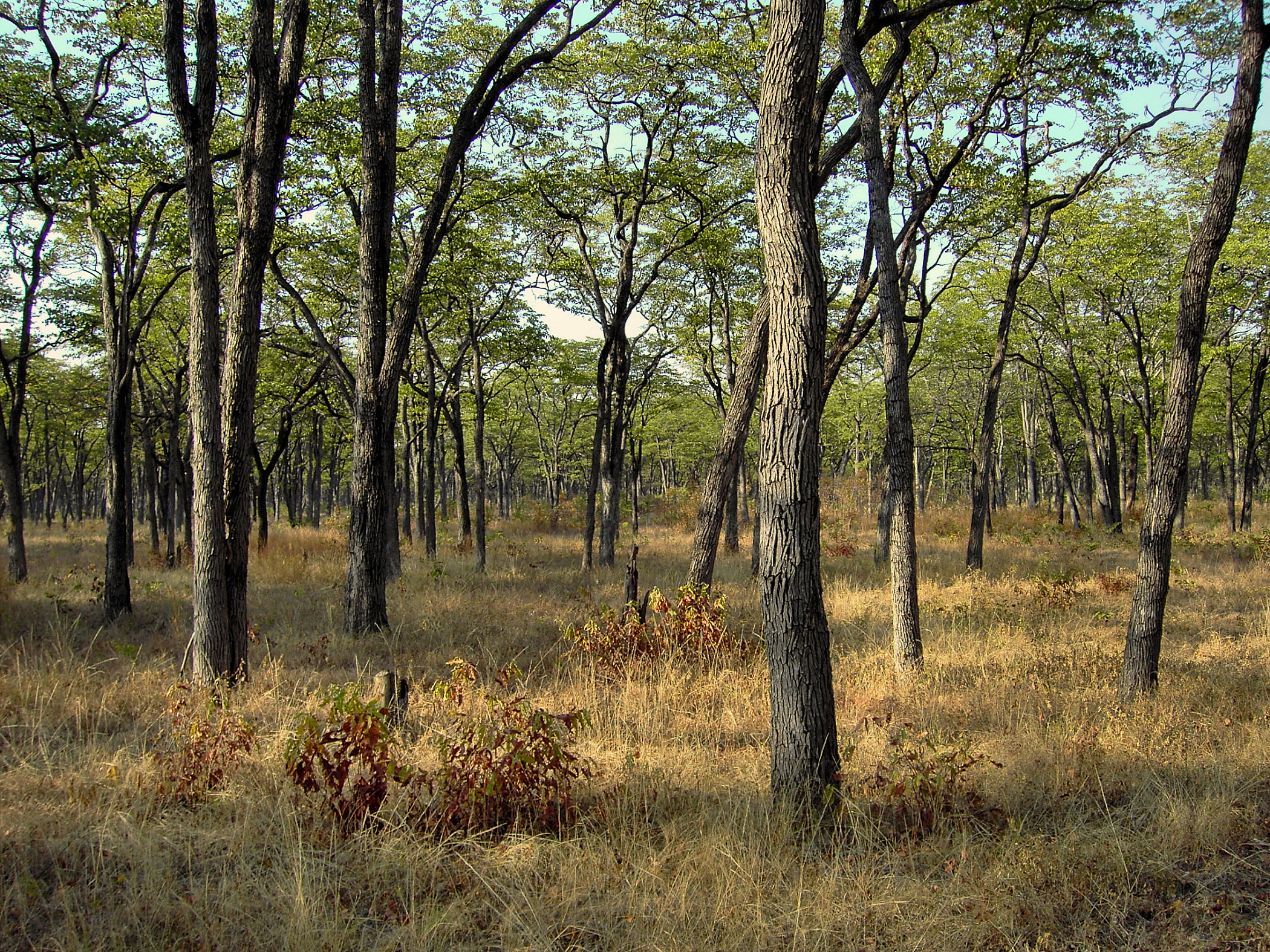
Замбезийские редколесья мопане

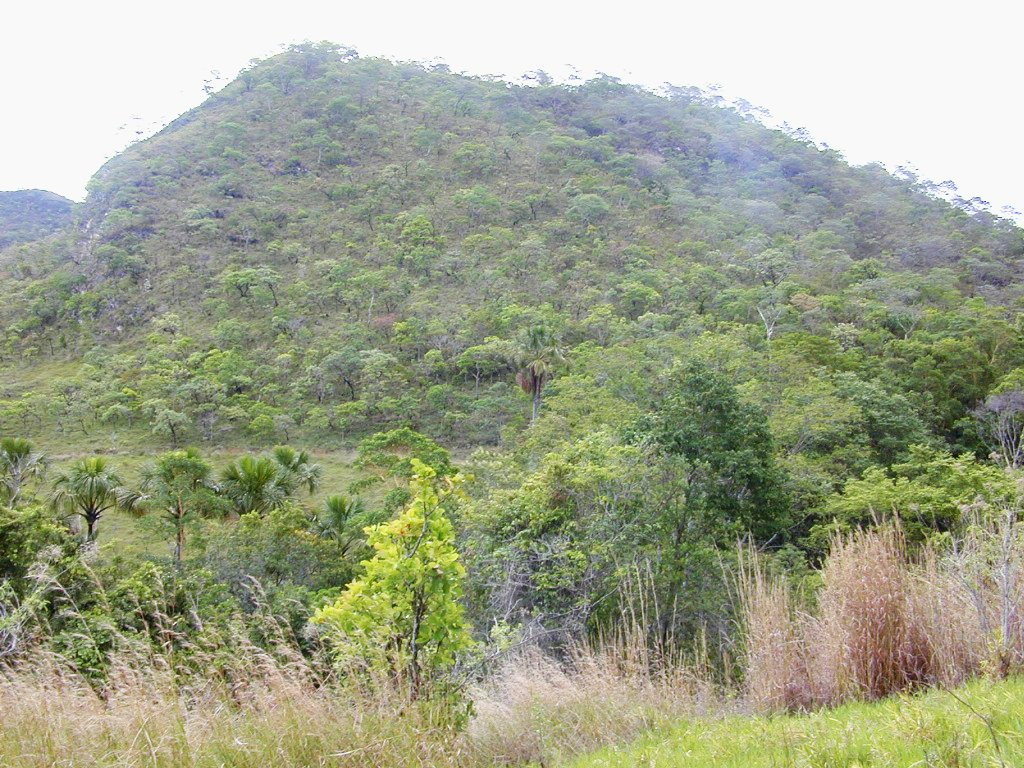
Редколесья Серраду

  - Ангольские редколесья миомбо (Ангола)
  - Ангольские редколесья мопане (Ангола, Намибия)
  - Центральные замбезийские редколесья миомбо (Ангола, Бурунди, Демократическая Республика Конго, Замбия, Малави, Танзания)
  - Восточные редколесья миомбо (Мозамбик, Танзания)
  - Замбезийские редколесья Байкиаэа[англ.] (Ангола, Ботсвана, Замбия, Зимбабве, Намибия)
  - Замбезийские редколесья мопане[англ.] (Ботсвана, Замбия, Зимбабве, Малави, Мозамбик, Намибия, Эсватини, ЮАР)
  - Акациево-бэйкиевые редколесья Калахари (Ботсвана, Зимбабве, Намибия, ЮАР)
- Неотропика
  - Серраду (Боливия, Бразилия, Парагвай)

### Умеренные степи, саванны и кустарники

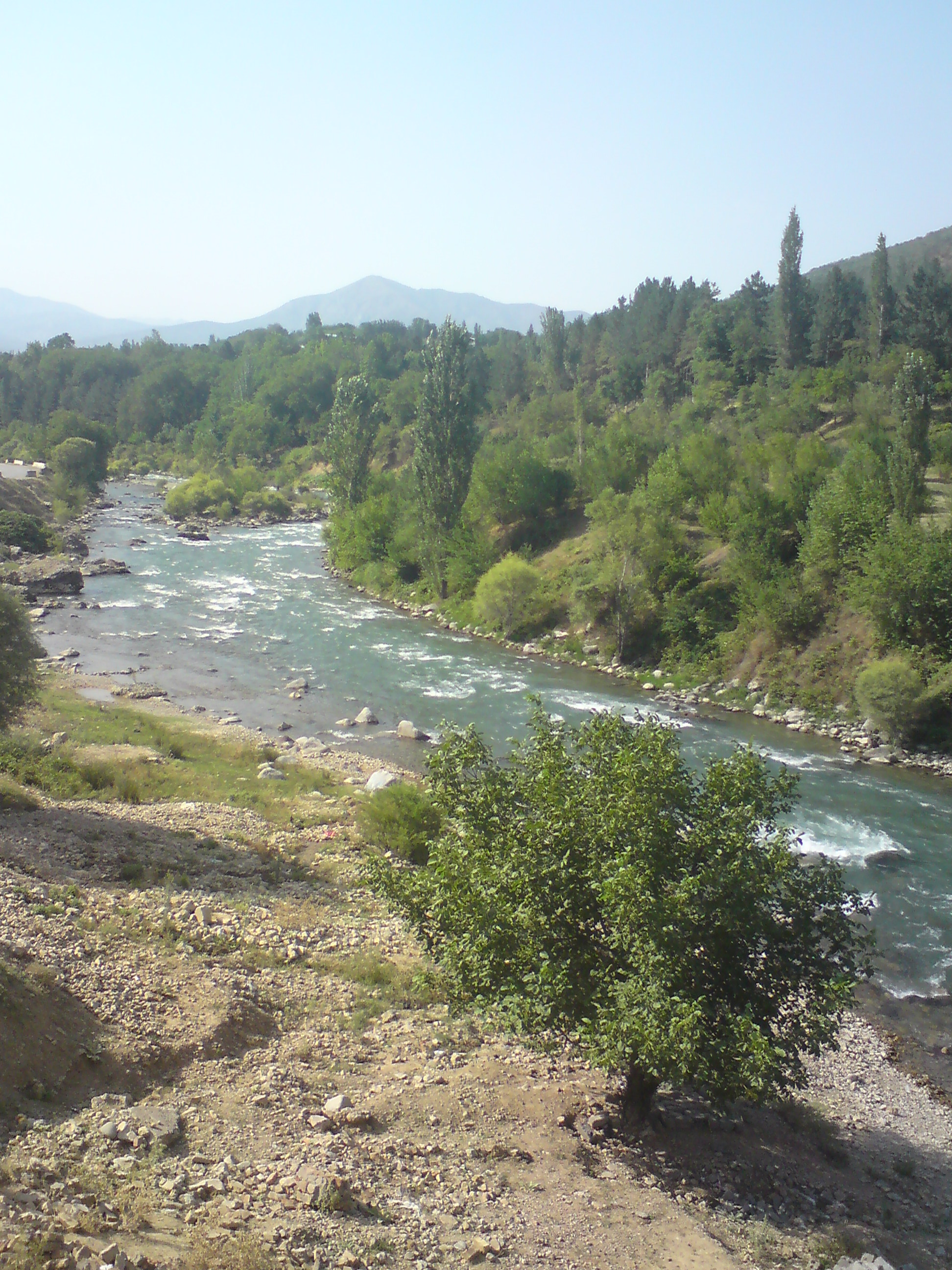
Гиссаро-Алайские редколесья

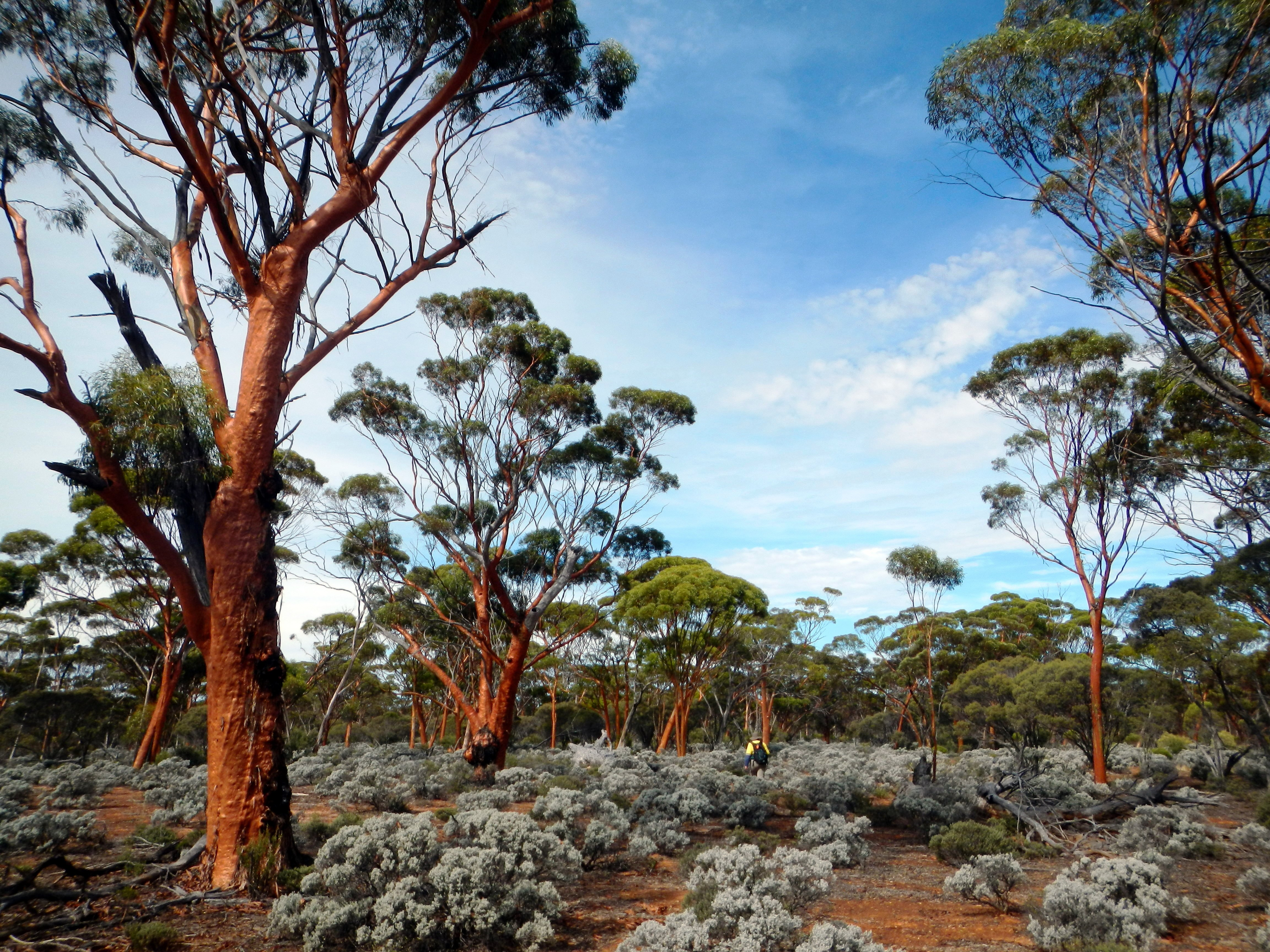
Редколесья Кулгарди

- Афротропика
  - Горные редколесья Аль Хаджар[англ.] (Оман)
- Палеарктика
  - Гиссаро-Алайские редколесья[англ.]Редколесья Кулгарди[англ.]Гиссаро-Алайские редколесья[англ.] (Киргизстан, Таджикистан, Узбекистан)

### Горные луга и кустарники
- Афротропика
  - Ангольские лесные саванны Скарп[англ.] (Ангола)
  - Горные вересковые пустоши Восточной Африки[англ.] (Кения, Судан, Танзания, Уганда)
  - Степи и редколесья Драконовых гор (Драконовы горы: Лесото, ЮАР)
  - Эфиопские горные луга и редколесья (Эфиопия)
- Палеарктика
  - Копетдагские редколесья и лесостепь[англ.] (Иран, Туркменистан)

### Средиземноморские леса и кустарники
- Австралазия
  - Лес Джарра[англ.] (Австралия)
  - Редколесья Кулгарди[англ.] (Австралия)
  - Редколесья Маунт-Лофти[англ.] (Австралия)
  - Редколесья и кустарники Мюррей-Дарлинг[англ.] (Австралия)
  - Редколесья Наракурте[англ.] (Австралия)
- Неарктика
  - Калифорнийский чапарраль (США)
- ПалеарктикаРедколесье Канарских островов

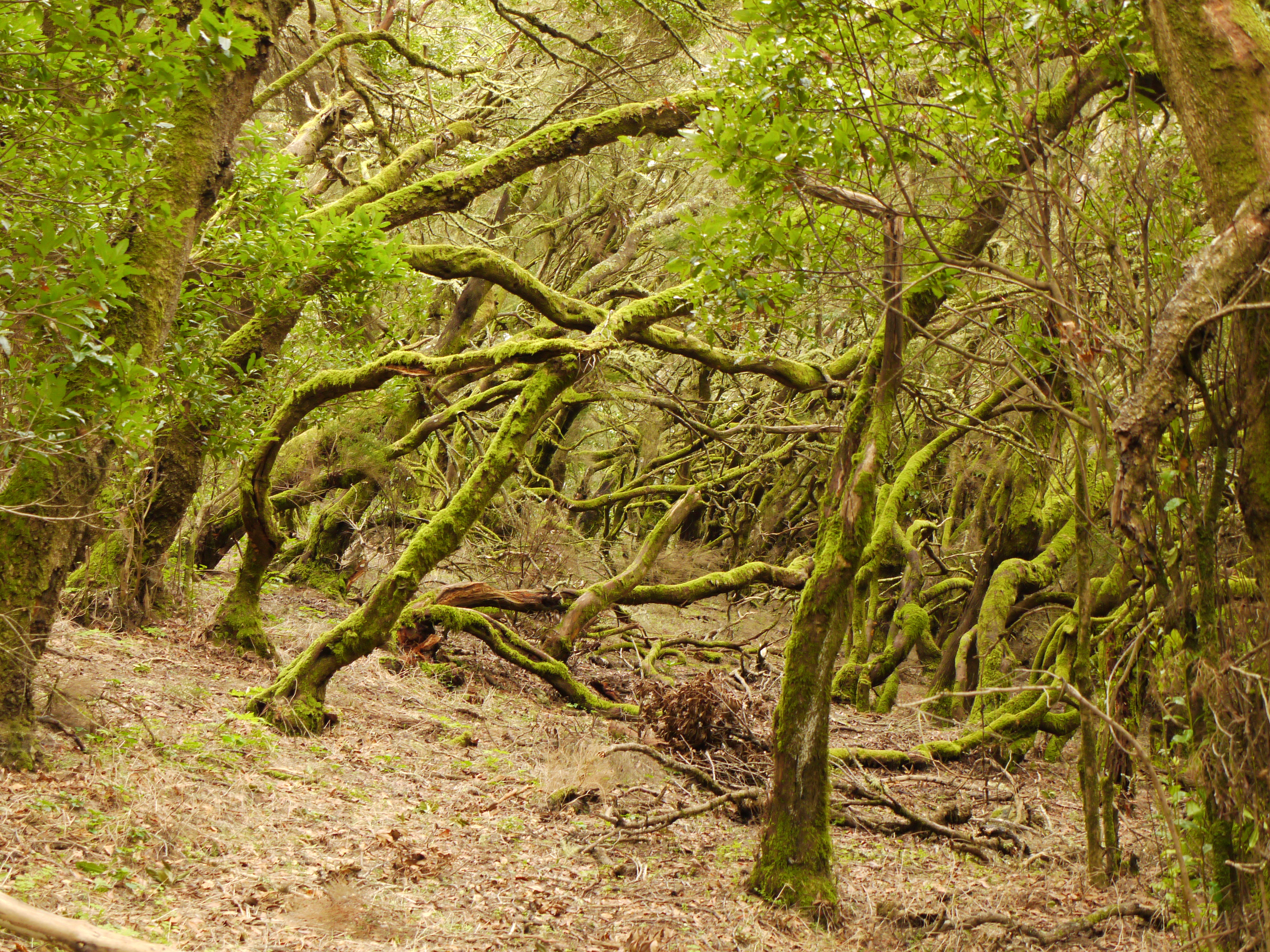
Редколесье Канарских островов

  - Леса и редколесья Канарских островов[англ.] (Испания)
  - Сухие средиземноморские редколесья акации и аргании[англ.] (Марокко, Испания)
  - Средиземноморские сухие редколесья и степи (Алжир, Египет, Ливия, Марокко, Тунис)
  - Средиземноморские редколесья и леса (Алжир, Марокко, Тунис)
  - Юго-восточные иберийские кустарники и редколесья[англ.] (Испания)

### Пустыни и кустарники
- Афротропика
  - Восточно-сахарские горные ксерические редколесья (Чад, Судан)
  - Мадагаскарские суккулентные редколесья (Мадагаскар)
  - Сомалийские горные ксерические редколесья (Сомали)
  - Юго-западные аравийские горные редколесья[англ.] (Йемен, Саудовская Аравия)
- Палеарктика
  - Белуджистанские засушливые редколесья[англ.] (Афганистан, Пакистан)
  - Горные ксерические редколесья Тибести и Эль-Увейната (Египет, Ливия, Судан, Чад)
  - Западно-Сахарские горные засушливые редколесья[англ.] (Алжир, Мавритания, Мали, Нигер)
  - Среднеазиатские прибрежные редколесья[англ.] (Казахстан)
  - Степи и редколесья Северной Сахары (Алжир, Египет, Западая Сахара, Ливия, Морокко, Тунис)
  - Горные засушливые редколесья Центрального Афганистана[англ.]
  - Южно-сахарские степи и редколесья (Алжир, Мавритания, Мали, Нигер, Судан, Чад)